# 拜库恩特普尔
拜库恩特普尔（Baikunthpur），是印度恰蒂斯加尔邦Koriya县的一个城镇。总人口10076（2001年）。

## 人口
该地2001年总人口10076人，其中男性5447人，女性4629人；0—6岁人口1312人，其中男673人，女639人；识字率77.77%，其中男性为82.67%，女性为72.00%。